# Juliana de Lannoy
Juliana Cornelia de Lannoy (Breda, 20 december 1738 - Geertruidenberg, 18 februari 1782) was een Nederlandse dichteres.
Zij was de dochter van Carel Wijbrandus de Lannoy, een telg uit een familie van officieren die later stadsgouverneur van Geertruidenberg werd, en Maria Aletta Schull, een telg uit een bemiddelde bestuurdersfamilie.
In 1743 verhuisde ze naar Nijmegen naar de grootouders van haar moeder. Na het overlijden van haar moeder en haar broer in de periode 1746-1750 ging ze naar familie van haar vader in Zutphen. Toen hij hertrouwd was (1752) ging ze weer bij hem wonen in Deventer. Zes jaar later verhuisde het gezin naar Geertruidenberg, waar haar vader stadsgouverneur werd. Hun huis is nu Museum De Roos.
Juliana leerde tekenen en schilderen, en de rector van de Latijnse school in Breda, Adamus Christianus Schonck (1730-1774), onderwees haar in de taal- en dichtkunst.
Haar eerste bekende gedicht, Aan Aristus, dateert van 1764 en is een ode aan haar vroegere leraar Schonck. Haar eerste publicatie, Aan myn Geest, verscheen twee jaar later. In deze dichtbrief in dialoogvorm rekende ze af met het vooroordeel dat vrouwen niet tot dichten in staat zouden zijn.
De Lannoy schreef drie treurspelen: Leo de Groote (1767), De belegering van Haerlem (1770) en Cleopatra, koningin van Syriën (1776). De belegering was opgedragen aan stadhouder Willem V: De Lannoy zou altijd prinsgezind blijven. Ondertussen werd ze geprezen om haar manlyke Poëzy. In 1772 was ze het eerste vrouwelijke lid van het Haagse dichtgenootschap Kunstliefde spaart geen vlijt. Ze won prijzen, onder meer met haar Lierzang Lof der Heeren Van der Does, Van der Werff, en Van Hout, verdedigers van Leyden. Ze schreef een viertal sonnetten, waarvan De onbestendigheid (1779) het bekendste is. Ook zond ze tsarina Catharina II van Rusland een lovend gedicht, wat zeer door haar werd gewaardeerd.
Samen met Simon van der Waal en Izaak van Nuijssenburg vormde zij het 'dichterlijk klaverblad', terwijl ze correspondeerde met de jeugdige Willem Bilderdijk en Rhijnvis Feith, die bewonderaars van haar waren. Ze stierf echter vroeg. Ze werd bijgezet in het koor van de Geertruidskerk. Haar onvoltooide werk werd, naar haar wens, verbrand. Een deel van de waardering voor haar werk was politiek van aard: een aanzienlijk deel van haar werk ging over vaderlandsliefde, een onderwerp dat vooral in historische context moet worden gezien. Ze schreef echter ook satirische en hekeldichten, waarin in een plotselinge wending de humor naar voren komt.